# Lingua birwa
La lingua birwa (nome nativo seBirwa) è una lingua sotho-tswana parlata in Botswana, nel distretto Centrale.

## Distribuzione geografica
Secondo stime del 2004, il birwa viene parlato da circa 15.000 persone stanziate nel sottodistretto di Bonobong. Altre fonti riportano per il birwa una stima di 17.000 locutori, su totale di 41.000 persone di etnia Birwa, delle quali 17.000 in Botswana, 14.000 nello Zimbabwe e circa 10.000 in Sudafrica.

## Classificazione
Il birwa appartiene al sottogruppo lingue sotho-tswana delle lingue bantu; ha affinità con altre importanti lingue dell'area come il tswana e il sotho del nord, oltre che con lingue minori come il tswapong, parlato in una zona non lontana.
Secondo Ethnologue, la classificazione della lingua birwa è la seguente:
- Lingue niger-kordofaniane
  - Lingue congo-atlantiche
    - Lingue volta-congo
      - Lingue benue-congo
        - Lingue bantoidi
          - Lingue bantoidi meridionali
            - Lingue bantu
              - Lingue bantu centrali
                - Lingue bantu S
                  - Lingue sotho-tswana
                    - Lingua birwa